# Jan Hendrik Troost van Groenendoelen
Jan Hendrik Troost van Groenendoelen, né vers 1722 et mort en 1794 à Amsterdam, est un peintre, dessinateur et fabricant de papier peint néerlandais.

## Biographie
Jan Hendrik Troost van Groenendoelen naît aux alentours de 1722, mais on ne sait pas où. Il est le neveu du peintre Cornelis Troost. En 1754, il épouse Meesje Maria Schutter à Werkhoven. La même année, il crée une entreprise de fabrication de papiers peints à Amsterdam, où il a de nombreux employés et de nombreux apprentis, dont Pieter van Loo, Jan Evert Morel I, Johannes Hermanus van Loon, entre autres. Jan Hendrik est un artiste décorateur qui peint également des paysages, des portraits, des scènes de chinoiseries et des motifs floraux. En 1761, il devient citoyen et membre de la guilde d'Amsterdam. Après la mort de sa femme, il se remarie en 1777, cette fois avec Maria Winsser. Jan Hendrik meurt en 1794 à Amsterdam. Sa veuve continue à diriger l'entreprise de fabrication de papiers peints après sa mort.